# Perbundos
Perbundos (starořecky Περβοῦνδος, Perboundos) byl v 7. století vládce jihoslovanského kmene Rynchinů sídlícího v Makedonii. Asi v roce 675 byl kvůli svým nepřátelským záměrům proti Soluni zajat Byzantskou říší a uvězněn v Konstantinopoli. Ze zajetí sice dokázal uprchnout, ale byl znovu zajat a popraven, načež slovanské kmeny v Makedonii povstaly a oblehly Soluň. 

## Život
Perbundos je doložen pouze ve spisu Zázraky svatého Demetria, sbírce homilií ze 7. století ke chvále svatého Demetria, patrona Soluně, která poskytuje mnoho jedinečných historických informací o úpadku imperiální autority Byzance a slovanském osídlení Balkánu.
Ve druhé knize Zázraků je Perbundos nazýván „králem Rynchinů“ (starořecky ὀ τῶν Ῥυγχίνων ρῆξ), zjevně relativně mocného slovanského kmene, žijícího poblíž Soluně. Podle Zázraků se asi v roce 675 nebo 676 dostal do pozornosti soluňského archonta, který si povšiml jeho nepřátelského vystupování a snad se dozvěděl, že Perbundos plánuje útok na město. Informoval císaře Konstantina IV., který nařídil Perbundovo zatčení; ten byl během návštěvy Soluně zajat a v poutech poslán do byzantského hlavního města Konstantinopole. Rynchinové spolu s dalšími slovanským kmenem Strumenců, žijícím v údolí řeky Strumy, vyslal k císaři své posly, kteří žádali o Perbundovo propuštění, a Konstantin slíbil, že ho po ukončení války s Araby propustí.
Mezitím si však Perbundos našel spojence v osobě císařského tlumočníka, který ho vyzval k útěku. Tím, že se vydával za Byzantince (mluvil plynně řecky a byl oblečen po byzantském způsobu), Perbundos jednoduše vyšel z města Blachernskou bránou a našel útočiště na tlumočníkově panství poblíž Bizye. Rozzuřený císař zahájil hon na uprchlého vězně a varoval Soluň, že by město mohlo být v blízké době napadeno. Pátrání skončilo po čtyřiceti dnech, kdy byla zadržena tlumočníkova manželka nesoucí jídlo do Perbundova úkrytu. Tlumočník byl i se svou rodinou popraven, zatímco Perbundos byl zatím jen vyslýchán. Poté, co se znovu pokusil o útěk, a když se prozradil jeho záměr pozvednout všechny slovanské kmeny k povstání proti Byzanci, byl popraven také.
Po zprávě o Perbundově popravě se Rynchinové, Strumenci a Sagudaté spojili, povstali a dva roky obléhali Soluň.